# Antiarchi
Die Antiarchi (Antiarcha, Antiarchiformes) sind eine Gruppe der ausgestorbenen Placodermi, stark gepanzerter fischartiger Wirbeltiere aus dem Devon. Sie lebten auf dem Boden, vor allem in Süßgewässern und waren sehr artenreich. Im Unterdevon waren sie noch selten (Fossilfunde in Yunnan, China) und kommen dann aber in großer Zahl in vielen Fossillagerstätten des mittleren und oberen Devons vor. Einige Funde gibt es auch aus dem untersten Unterkarbon.
Der eigenartige wissenschaftliche Name erklärt sich daraus, dass man anfangs die Fossilien verkehrt orientiert hat und meinte, der After wäre auf der Oberseite gelegen („Gegenärschler“).

## Merkmale

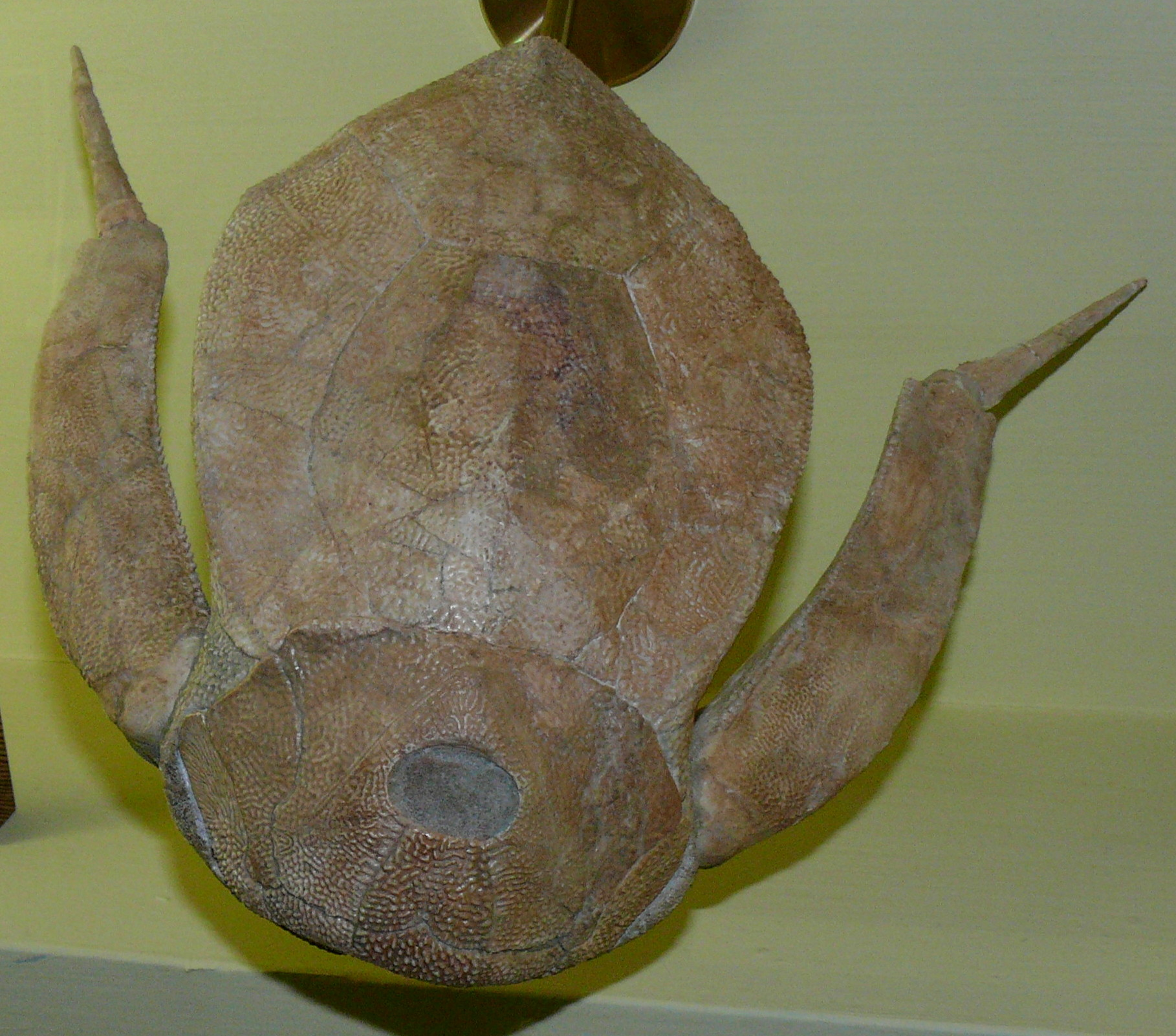
Panzer von Bothriolepis panderi, im Museum für Naturkunde Berlin

Die Antiarchi waren die am schwersten gepanzerten Placodermen. Kopf und Vorderkörper der Tiere war von einem Panzer umgeben, der Öffnungen für die ebenfalls von Knochenplatten eingehüllten, stielförmigen Brustflossen, sowie eine einzige ovale oder brillenförmige Öffnung für die nah beieinander stehenden Augen und Nasenlöcher hatte. Die Brustflossen hatten in der Mitte meist ein Gelenk. Der Zweck dieser Arthropodien ist nach wie vor unklar (Graben? Abwehr von Eurypteriden?). Der Kopf war, im Verhältnis zum Rumpf, klein. Die Mundöffnung war an der Kopfunterseite. Das Endoskelett war nicht verknöchert. Hinterkörper und Schwanz können nackt gewesen sein (z. B. bei Bothriolepis, früher Pterichthys genannt) oder waren von sich überlappenden Schuppen bedeckt (z. B. bei Pterichthyodes). Die meisten Arten erreichten eine Länge von 20 bis 30 Zentimeter, die größten wurden einen Meter lang.